# Posłowie na Sejm Rzeczypospolitej Polskiej X kadencji
Posłowie na Sejm Rzeczypospolitej Polskiej X kadencji – posłowie wybrani podczas wyborów parlamentarnych, które odbyły się w dniu 15 października 2023.
Pierwsze posiedzenie odbyło się 13, 14, 21, 22, 28, 29 listopada oraz 6, 7, 11, 12, 19, 20 i 21 grudnia 2023. Kadencja Sejmu trwa od 13 listopada 2023.
Kluby i koła na pierwszym posiedzeniu Sejmu X kadencji i stan aktualny.
| \| Ugrupowanie polityczne \| Ugrupowanie polityczne \| XI 2023 \| VIII 2025 \| +/- \| \| \| ---------------------- \| --------------------------------------------- \| ------- \| --------- \| --- \| --- \| \| \| Prawo i Sprawiedliwość \| 191 \| 185 \| 6 \| \| \| \| Koalicja Obywatelska \| 157 \| 157 \| \| \| \| \| Polska 2050 – Trzecia Droga[a] \| 33 \| 30 \| 3 \| \| \| \| Polskie Stronnictwo Ludowe – Trzecia Droga[b] \| 32 \| 32 \| \| \| \| \| Lewica \| 26 \| 21 \| 5 \| \| \| \| Konfederacja \| 18 \| 16 \| 2 \| \| \| \| Razem[c] \| – \| 5 \| – \| \| \| \| Wolni Republikanie[d] \| 3 \| 4 \| 1 \| \| \| \| Konfederacja Korony Polskiej[e] \| – \| 3 \| – \| \| \| \| Posłowie niezrzeszeni[f] \| – \| 3 \| 3 \| \| \| \| Wakaty \| – \| 4 \| 4 \| \| \| Razem \| Razem \| 460 \| 460 \| 460 \| 460 \| | Podział 460 mandatów: Lewica: 26 KO: 157 PL2050-TD: 33 PSL-TD: 32 Konfederacja: 18 K15: 3 PiS: 191 |         |           |     |     |
| Ugrupowanie polityczne | Ugrupowanie polityczne                                                                             | XI 2023 | VIII 2025 | +/- |     |
| | Prawo i Sprawiedliwość                                                                             | 191     | 185       | 6   |     |
| | Koalicja Obywatelska                                                                               | 157     | 157       |     |     |
| | Polska 2050 – Trzecia Droga                                                                        | 33      | 30        | 3   |     |
| | Polskie Stronnictwo Ludowe – Trzecia Droga                                                         | 32      | 32        |     |     |
| | Lewica                                                                                             | 26      | 21        | 5   |     |
| | Konfederacja                                                                                       | 18      | 16        | 2   |     |
| | Razem                                                                                              | –       | 5         | –   |     |
| | Wolni Republikanie                                                                                 | 3       | 4         | 1   |     |
| | Konfederacja Korony Polskiej                                                                       | –       | 3         | –   |     |
| | Posłowie niezrzeszeni                                                                              | –       | 3         | 3   |     |
| | Wakaty                                                                                             | –       | 4         | 4   |     |
| Razem | Razem                                                                                              | 460     | 460       | 460 | 460 |

## Prezydium Sejmu X kadencji
| Poseł                                                               | Poseł                  | Funkcja             | Klub                                                                                    | Czas pełnienia funkcji | Czas pełnienia funkcji |
| Poseł                                                               | Poseł                  | Funkcja             | Klub                                                                                    | Od                     | Do                     |
| ------------------------------------------------------------------- | ---------------------- | ------------------- | --------------------------------------------------------------------------------------- | ---------------------- | ---------------------- |
|                                                                     | Marek Sawicki          | Marszałek senior    | KP Polskie Stronnictwo Ludowe – Trzecia Droga                                           | 13 listopada 2023(dts) | 13 listopada 2023(dts) |
| Marszałek senior przewodniczy obradom Sejmu przed wyborem Prezydium |                        |                     |                                                                                         |                        |                        |
|                                                                     | Szymon Hołownia        | Marszałek Sejmu     | KP Polska 2050 – Trzecia Droga                                                          | 13 listopada 2023(dts) | pełni funkcję          |
|                                                                     | Krzysztof Bosak        | Wicemarszałek Sejmu | KP Konfederacja                                                                         | 13 listopada 2023(dts) | pełni funkcję          |
|                                                                     | Włodzimierz Czarzasty  | Wicemarszałek Sejmu | Koalicyjny KP Lewicy (Nowa Lewica, PPS, Unia Pracy)                                     | 13 listopada 2023(dts) | pełni funkcję          |
|                                                                     | Dorota Niedziela       | Wicemarszałek Sejmu | KP Koalicja Obywatelska – Platforma Obywatelska, Nowoczesna, Inicjatywa Polska, Zieloni | 13 listopada 2023(dts) | pełni funkcję          |
| Monika Wielichowska                                                 | 13 listopada 2023(dts) | Wicemarszałek Sejmu | KP Koalicja Obywatelska – Platforma Obywatelska, Nowoczesna, Inicjatywa Polska, Zieloni | pełni funkcję          |                        |
|                                                                     | Piotr Zgorzelski       | Wicemarszałek Sejmu | KP Polskie Stronnictwo Ludowe – Trzecia Droga                                           | 13 listopada 2023(dts) | pełni funkcję          |

## Przynależność klubowa
Posłowie X kadencji zrzeszeni są w następujących klubach i kołach:
- Klub Parlamentarny Prawo i Sprawiedliwość – 185 posłów, przewodniczący Mariusz Błaszczak[9],
- Klub Parlamentarny Koalicja Obywatelska – Platforma Obywatelska, Nowoczesna, Inicjatywa Polska, Zieloni – 157 posłów, przewodniczący Zbigniew Konwiński[9],
- Klub Parlamentarny Polskie Stronnictwo Ludowe – Trzecia Droga – 32 posłów, przewodniczący Piotr Zgorzelski[9],
- Klub Parlamentarny Polska 2050 – Trzecia Droga – 30 posłów, przewodniczący Paweł Śliz[9],
- Koalicyjny Klub Parlamentarny Lewicy (Nowa Lewica, PPS, Unia Pracy) – 21 posłów, przewodnicząca Anna Żukowska[9],
- Klub Poselski Konfederacja – 16 posłów, przewodniczący Grzegorz Płaczek[9],
- Koło Poselskie Razem – 5 posłów, przewodnicząca Marcelina Zawisza[9],
- Koło Poselskie Wolni Republikanie – 4 posłów, przewodniczący Marek Jakubiak[9].
- Koło Poselskie Konfederacja Korony Polskiej – 3 posłów, przewodniczący Włodzimierz Skalik[9].

Ponadto 3 posłów jest niezrzeszonych.
| Klub Parlamentarny Prawo i Sprawiedliwość | Klub Parlamentarny Prawo i Sprawiedliwość | Klub Parlamentarny Prawo i Sprawiedliwość | Klub Parlamentarny Prawo i Sprawiedliwość |
| --- | --- | --- | --- |
| | | | |
| - Andrzej Adamczyk - Waldemar Andzel - Dorota Arciszewska-Mielewczyk - Iwona Arent - Marek Ast - Piotr Babinetz - Anna Baluch - Ryszard Bartosik - Barbara Bartuś - Mariusz Błaszczak - Rafał Bochenek - Jacek Bogucki - Joanna Borowiak - Kamil Bortniczuk - Bożena Borys-Szopa - Lidia Burzyńska - Zbigniew Chmielowiec - Artur Chojecki - Kazimierz Choma - Dominika Chorosińska - Tadeusz Chrzan - Anna Cicholska - Krzysztof Ciecióra - Janusz Cieszyński - Michał Cieślak - Krzysztof Czarnecki - Witold Czarnecki - Przemysław Czarnek - Arkadiusz Czartoryski - Lidia Czechak - Anita Czerwińska - Katarzyna Czochara - Władysław Dajczak - Anna Dąbrowska-Banaszek - Zbigniew Dolata - Bartłomiej Dorywalski - Przemysław Drabek - Elżbieta Duda - Jan Dziedziczak - Magdalena Filipek-Sobczak - Radosław Fogiel - Andrzej Gawron - Grzegorz Gaża - Anna Gembicka - Szymon Giżyński - Piotr Gliński - Małgorzata Golińska | - Kazimierz Gołojuch - Robert Gontarz - Mariusz Gosek - Agnieszka Górska - Marcin Grabowski - Marek Gróbarczyk - Andrzej Gut-Mostowy - Kazimierz Gwiazdowski - Marcin Gwóźdź - Czesław Hoc - Zbigniew Hoffmann - Marcin Horała - Paweł Hreniak - Paweł Jabłoński - Norbert Kaczmarczyk - Filip Kaczyński - Jarosław Kaczyński - Piotr Kaleta - Sebastian Kaleta - Mariusz Kałużny - Jan Kanthak - Fryderyk Kapinos - Łukasz Kmita - Maria Koc - Andrzej Kosztowniak - Henryk Kowalczyk - Janusz Kowalski - Michał Kowalski - Bartosz Kownacki - Jarosław Krajewski - Wiesław Krajewski - Leonard Krasulski - Piotr Król - Anna Krupka - Andrzej Kryj - Mariusz Krystian - Krzysztof Kubów - Marek Kuchciński - Wioletta Kulpa - Maria Kurowska - Władysław Kurowski - Zbigniew Kuźmiuk - Anna Kwiecień - Ewa Leniart - Joanna Lichocka - Krzysztof Lipiec | - Grzegorz Lorek - Sebastian Łukaszewicz - Marzena Machałek - Antoni Macierewicz - Grzegorz Macko - Ewa Malik - Maciej Małecki - Dariusz Matecki - Jerzy Materna - Grzegorz Matusiak - Marek Matuszewski - Łukasz Mejza - Anna Milczanowska - Daniel Milewski - Mateusz Morawiecki - Jan Mosiński - Michał Moskal - Aleksander Mrówczyński - Marcin Ociepa - Jacek Osuch - Anna Paluch - Teresa Pamuła - Monika Pawłowska - Bolesław Piecha - Grzegorz Piechowiak - Anna Pieczarka - Dariusz Piontkowski - Kacper Płażyński - Szymon Pogoda - Jerzy Polaczek - Piotr Polak - Marcin Porzucek - Grzegorz Puda - Zbigniew Rau - Marcin Romanowski - Rafał Romanowski - Urszula Rusecka - Paweł Rychlik - Paweł Sałek - Jacek Sasin - Anna Schmidt - Łukasz Schreiber - Jarosław Sellin - Olga Semeniuk-Patkowska - Edward Siarka - Sławomir Skwarek | - Kazimierz Smoliński - Krzysztof Sobolewski - Agnieszka Soin - Katarzyna Sójka - Mirosława Stachowiak-Różecka - Dariusz Stefaniuk - Marek Suski - Artur Szałabawka - Wojciech Szarama - Krzysztof Szczucki - Józefa Szczurek-Żelazko - Paweł Szrot - Stanisław Szwed - Szymon Szynkowski vel Sęk - Agnieszka Ścigaj - Andrzej Śliwka - Jacek Świat - Krzysztof Tchórzewski - Robert Telus - Ryszard Terlecki - Włodzimierz Tomaszewski - Sylwester Tułajew - Piotr Uruski - Piotr Uściński - Marcin Warchoł - Robert Warwas - Jan Warzecha - Małgorzata Wassermann - Rafał Weber - Marek Wesoły - Patryk Wicher - Jarosław Wieczorek - Teresa Wilk - Elżbieta Witek - Agnieszka Wojciechowska van Heukelom - Agata Wojtyszek - Michał Woś - Grzegorz Woźniak - Tadeusz Woźniak - Michał Wójcik - Bartłomiej Wróblewski - Jarosław Zieliński - Tomasz Zieliński - Zbigniew Ziobro - Wojciech Zubowski - Ireneusz Zyska |
| Klub Parlamentarny Koalicja Obywatelska – Platforma Obywatelska, Nowoczesna, Inicjatywa Polska, Zieloni | | | |
| | | | |
| - Piotr Adamowicz - Urszula Augustyn - Sylwia Bielawska - Paweł Bliźniuk - Mateusz Bochenek - Krzysztof Bojarski - Piotr Borys - Marcin Bosacki - Marek Chmielewski - Alicja Chybicka - Janusz Cichoń - Zofia Czernow - Barbara Dolniak - Andrzej Domański - Robert Dowhan - Magdalena Filiks - Joanna Frydrych - Konrad Frysztak - Patryk Gabriel - Krzysztof Gadowski - Aleksandra Gajewska - Kinga Gajewska - Elżbieta Gapińska - Zdzisław Gawlik - Elżbieta Gelert - Artur Gierada - Roman Giertych - Włodzisław Giziński - Tomasz Głogowski - Piotr Głowski - Marta Golbik - Stanisław Gorczyca - Krzysztof Grabczuk - Jan Grabiec - Małgorzata Gromadzka - Barbara Grygorcewicz - Marek Gzik - Krzysztof Habura - Agnieszka Hanajczyk - Iwona Hartwich | - Marek Hok - Łukasz Horbatowski - Klaudia Jachira - Robert Jagła - Maria Janyska - Michał Jaros - Patryk Jaskulski - Dominik Jaśkowiec - Danuta Jazłowiecka - Marcin Józefaciuk - Piotr Kandyba - Jacek Karnowski - Iwona Karolewska - Katarzyna Kierzek-Koperska - Joanna Kluzik-Rostkowska - Ewa Kołodziej - Magdalena Kołodziejczak - Michał Kołodziejczak - Zbigniew Konwiński - Tomasz Kostuś - Urszula Koszutska - Aleksandra Kot - Paweł Kowal - Iwona Kozłowska - Maria Koźlakiewicz - Iwona Krawczyk - Michał Krawczyk - Robert Kropiwnicki - Wojciech Król - Katarzyna Królak - Marek Krząkała - Adam Krzemiński - Henryka Krzywonos-Strycharska - Piotr Lachowicz - Stanisław Lamczyk - Maciej Lasek - Gabriela Lenartowicz - Izabela Leszczyna - Bożena Lisowska                                                                             | - Katarzyna Lubnauer - Artur Łącki - Alicja Łepkowska-Gołaś - Dorota Łoboda - Magdalena Łośko - Alicja Łuczak - Krystian Łuczak - Arkadiusz Marchewka - Dorota Marek - Paweł Masełko - Katarzyna Matusik-Lipiec - Jerzy Meysztowicz - Krzysztof Mieszkowski - Czesław Mroczek - Arkadiusz Myrcha - Grzegorz Napieralski - Dorota Niedziela - Jacek Niedźwiecki - Małgorzata Niemczyk - Jolanta Niezgodzka - Sławomir Nitras - Barbara Nowacka - Tomasz Nowak - Marzena Okła-Drewnowicz - Paweł Olszewski - Katarzyna Osos - Paweł Papke - Karolina Pawliczak - Małgorzata Pępek - Krzysztof Piątkowski - Katarzyna Piekarska - Lucjan Pietrzczyk - Kazimierz Plocke - Elżbieta Polak - Agnieszka Pomaska - Mariusz Popielarz - Renata Rak - Magdalena Roguska - Monika Rosa                                                                       | - Jakub Rutnicki - Marek Rząsa - Krystyna Sibińska - Rafał Siemaszko - Tomasz Siemoniak - Krystyna Skowrońska - Waldemar Sługocki - Weronika Smarduch - Anna Sobolak - Marek Sowa - Katarzyna Stachowicz - Franciszek Sterczewski - Paweł Suski - Andrzej Szewiński - Adam Szłapka - Henryk Szopiński - Krystyna Szumilas - Tomasz Szymański - Łukasz Ściebiorowski - Apoloniusz Tajner - Cezary Tomczyk - Maciej Tomczykiewicz - Małgorzata Tracz - Krzysztof Truskolaski - Donald Tusk - Aleksandra Uznańska-Wiśniewska - Jarosław Urbaniak - Jarosław Wałęsa - Robert Wardzała - Monika Wielichowska - Adrian Witczak - Mariusz Witczak - Przemysław Witek - Anna Wojciechowska - Bogusław Wołoszański - Maciej Wróbel - Bartosz Zawieja - Witold Zembaczyński - Urszula Zielińska |
| Klub Parlamentarny Polskie Stronnictwo Ludowe – Trzecia Droga | | | |
| | | | |
| - Władysław Bartoszewski - Paweł Bejda - Marek Biernacki - Adam Dziedzic - Andrzej Grzyb - Henryk Kiepura - Dariusz Klimczak - Agnieszka Kłopotek | - Władysław Kosiniak-Kamysz - Stefan Krajewski - Radosław Lubczyk - Mirosław Maliszewski - Urszula Nowogórska - Mirosław Orliński - Urszula Pasławska - Krzysztof Paszyk | - Michał Pyrzyk - Ireneusz Raś - Wiesław Różyński - Jarosław Rzepa - Tadeusz Samborski - Marek Sawicki - Czesław Siekierski - Henryk Smolarz | - Zbigniew Sosnowski - Magdalena Sroka - Jacek Tomczak - Stanisław Tomczyszyn - Piotr Zgorzelski - Zbigniew Ziejewski - Jolanta Zięba-Gzik - Bożena Żelazowska |
| Klub Parlamentarny Polska 2050 – Trzecia Droga | | | |
| | | | |
| - Agnieszka Buczyńska - Elżbieta Burkiewicz - Żaneta Cwalina-Śliwowska - Sławomir Ćwik - Piotr Górnikiewicz - Michał Gramatyka - Paulina Hennig-Kloska - Bożenna Hołownia | - Szymon Hołownia - Rafał Kasprzyk - Rafał Komarewicz - Aleksandra Leo - Adam Luboński - Joanna Mucha - Maja Nowak - Barbara Okuła | - Barbara Oliwiecka - Łukasz Osmalak - Ryszard Petru - Norbert Pietrykowski - Bartosz Romowicz - Ewa Schädler - Marcin Skonieczka | - Piotr Strach - Mirosław Suchoń - Ewa Szymanowska - Paweł Śliz - Wioleta Tomczak - Kamil Wnuk - Paweł Zalewski |
| Koalicyjny Klub Parlamentarny Lewicy (Nowa Lewica, PPS, Unia Pracy) | | | |
| | | | |
| - Włodzimierz Czarzasty - Jacek Czerniak - Agnieszka Dziemianowicz-Bąk - Krzysztof Gawkowski - Daria Gosek-Popiołek - Katarzyna Kotula | - Piotr Kowal - Anita Kucharska-Dziedzic - Marcin Kulasek - Łukasz Litewka - Wanda Nowicka | - Dorota Olko - Wiesław Szczepański - Andrzej Szejna - Tadeusz Tomaszewski - Tomasz Trela | - Katarzyna Ueberhan - Arkadiusz Sikora - Joanna Wicha - Dariusz Wieczorek - Anna Żukowska |
| Klub Poselski Konfederacja | | | |
| | | | |
| - Konrad Berkowicz - Karina Bosak - Krzysztof Bosak - Bronisław Foltyn | - Sławomir Mentzen - Krzysztof Mulawa - Bartłomiej Pejo - Grzegorz Płaczek | - Michał Połuboczek - Krzysztof Szymański - Krzysztof Tuduj - Witold Tumanowicz | - Michał Wawer - Ryszard Wilk - Przemysław Wipler - Andrzej Zapałowski |
| Koło Poselskie Razem | | | |
| | | | |
| - Maciej Konieczny - Paulina Matysiak | - Marta Stożek | - Adrian Zandberg | - Marcelina Zawisza |
| Koło Poselskie Wolni Republikanie | | | |
| | | | |
| - Jan Ardanowski | - Marek Jakubiak | - Paweł Kukiz | - Jarosław Sachajko |
| Koło Poselskie Konfederacja Korony Polskiej | | | |
| | | | |
| - Roman Fritz | - Włodzimierz Skalik | - Sławomir Zawiślak | |
| Posłowie niezrzeszeni | | | |
| | | | |
| - Izabela Bodnar | - Adam Gomoła | - Tomasz Zimoch | |

### Posłowie, których mandat wygasł w trakcie kadencji (38 posłów)
| Poseł                | Poseł                      | Data wygaśnięcia mandatu                                 | Przyczyna                                                     | Następca                |
| -------------------- | -------------------------- | -------------------------------------------------------- | ------------------------------------------------------------- | ----------------------- |
|                      | Artur Soboń                | 6 grudnia 2023(dts)                                      | powołanie na członka Zarządu Narodowego Banku Polskiego       | Anna Baluch             |
| Mariusz Kamiński     | 20 grudnia 2023(dts)       | utrata prawa wybieralności                               | Monika Pawłowska                                              |                         |
| Maciej Wąsik         | 20 grudnia 2023(dts)       | utrata prawa wybieralności                               | Wioletta Kulpa                                                |                         |
|                      | Krzysztof Brejza           | 5 stycznia 2024(dts)                                     | objęcie zwolnionego mandatu posła do Parlamentu Europejskiego | Magdalena Łośko         |
| Rajmund Miller       | 27 marca 2024(dts)         | śmierć                                                   | Paweł Masełko                                                 |                         |
| Grzegorz Rusiecki    | 10 kwietnia 2024(dts)      | wybór na Prezydenta Miasta Leszna                        | Alicja Łuczak                                                 |                         |
| Aleksander Miszalski | 23 kwietnia 2024(dts)      | wybór na Prezydenta Miasta Krakowa                       | Dominik Jaśkowiec                                             |                         |
| Wojciech Saługa      | 6 maja 2024(dts)           | wybór na Marszałka Województwa Śląskiego                 | Katarzyna Stachowicz                                          |                         |
| Bartosz Arłukowicz   | 10 czerwca 2024(dts)       | wybór na posła do Parlamentu Europejskiego               | Barbara Grygorcewicz                                          |                         |
|                      | Grzegorz Braun             | wybór na posła do Parlamentu Europejskiego               | 10 czerwca 2024(dts)                                          | Michał Połuboczek       |
|                      | Waldemar Buda              | wybór na posła do Parlamentu Europejskiego               | 10 czerwca 2024(dts)                                          | Włodzimierz Tomaszewski |
|                      | Borys Budka                | wybór na posła do Parlamentu Europejskiego               | 10 czerwca 2024(dts)                                          | Urszula Koszutska       |
|                      | Michał Dworczyk            | wybór na posła do Parlamentu Europejskiego               | 10 czerwca 2024(dts)                                          | Grzegorz Macko          |
|                      | Kamila Gasiuk-Pihowicz     | wybór na posła do Parlamentu Europejskiego               | 10 czerwca 2024(dts)                                          | Mariusz Popielarz       |
|                      | Małgorzata Gosiewska       | wybór na posła do Parlamentu Europejskiego               | 10 czerwca 2024(dts)                                          | Jarosław Krajewski      |
|                      | Krzysztof Hetman           | wybór na posła do Parlamentu Europejskiego               | 10 czerwca 2024(dts)                                          | Henryk Smolarz          |
|                      | Dariusz Joński             | wybór na posła do Parlamentu Europejskiego               | 10 czerwca 2024(dts)                                          | Krzysztof Piątkowski    |
| Marcin Kierwiński    | 10 czerwca 2024(dts)       | wybór na posła do Parlamentu Europejskiego               | Maria Koźlakiewicz                                            |                         |
|                      | Michał Kobosko             | wybór na posła do Parlamentu Europejskiego               | 10 czerwca 2024(dts)                                          | Bożenna Hołownia        |
|                      | Marlena Maląg              | wybór na posła do Parlamentu Europejskiego               | 10 czerwca 2024(dts)                                          | Lidia Czechak           |
|                      | Jagna Marczułajtis-Walczak | wybór na posła do Parlamentu Europejskiego               | 10 czerwca 2024(dts)                                          | Jerzy Meysztowicz       |
|                      | Arkadiusz Mularczyk        | wybór na posła do Parlamentu Europejskiego               | 10 czerwca 2024(dts)                                          | Anna Paluch             |
| Piotr Müller         | 10 czerwca 2024(dts)       | wybór na posła do Parlamentu Europejskiego               | Michał Kowalski                                               |                         |
|                      | Mirosława Nykiel           | wybór na posła do Parlamentu Europejskiego               | 10 czerwca 2024(dts)                                          | Maciej Tomczykiewicz    |
|                      | Jacek Ozdoba               | wybór na posła do Parlamentu Europejskiego               | 10 czerwca 2024(dts)                                          | Rafał Romanowski        |
|                      | Jacek Protas               | wybór na posła do Parlamentu Europejskiego               | 10 czerwca 2024(dts)                                          | Katarzyna Królak        |
|                      | Joanna Scheuring-Wielgus   | wybór na posła do Parlamentu Europejskiego               | 10 czerwca 2024(dts)                                          | Piotr Kowal             |
|                      | Bartłomiej Sienkiewicz     | wybór na posła do Parlamentu Europejskiego               | 10 czerwca 2024(dts)                                          | Aleksandra Kot          |
| Michał Szczerba      | 10 czerwca 2024(dts)       | wybór na posła do Parlamentu Europejskiego               | Magdalena Roguska                                             |                         |
|                      | Krzysztof Śmiszek          | wybór na posła do Parlamentu Europejskiego               | 10 czerwca 2024(dts)                                          | Marta Stożek            |
|                      | Stanisław Tyszka           | wybór na posła do Parlamentu Europejskiego               | 10 czerwca 2024(dts)                                          | Krzysztof Szymański     |
|                      | Marta Wcisło               | wybór na posła do Parlamentu Europejskiego               | 10 czerwca 2024(dts)                                          | Bożena Lisowska         |
| Bogdan Zdrojewski    | 10 czerwca 2024(dts)       | wybór na posła do Parlamentu Europejskiego               | Krzysztof Mieszkowski                                         |                         |
| Izabela Mrzygłocka   | 10 sierpnia 2024(dts)      | śmierć                                                   | Robert Jagła                                                  |                         |
|                      | Adam Andruszkiewicz        | 7 sierpnia 2025(dts)                                     | powołanie na sekretarza stanu w Kancelarii Prezydenta RP      | wakat                   |
| Zbigniew Bogucki     | 7 sierpnia 2025(dts)       | powołanie na Szefa Kancelarii Prezydenta RP              | wakat                                                         |                         |
| Marcin Przydacz      | 7 sierpnia 2025(dts)       | powołanie na sekretarza stanu w Kancelarii Prezydenta RP | wakat                                                         |                         |
| Paweł Szefernaker    | 7 sierpnia 2025(dts)       | powołanie na Szefa Gabinetu Prezydenta RP                | wakat                                                         |                         |

### Zmiany liczebności klubów w czasie kadencji
|            | Klub lub koło | Klub lub koło | Klub lub koło | Klub lub koło | Klub lub koło | Klub lub koło | Klub lub koło | Klub lub koło | Klub lub koło | Niez. | Razem | Wakaty |
| PiS        | KO            | PL2050        | PSL           | Lewica        | KWiN          | WR            | Razem         | KKP           |               | Niez. | Razem | Wakaty |
| ---------- | ------------- | ------------- | ------------- | ------------- | ------------- | ------------- | ------------- | ------------- | ------------- | ----- | ----- | ------ |
|            |               |               |               |               |               |               |               |               |               |       | Razem | Wakaty |
| 13.11.2023 | 191           | 157           | 33            | 32            | 26            | 18            | 3             | –             | –             | –     | 460   | –      |
| 06.12.2023 | 190           | 157           | 33            | 32            | 26            | 18            | 3             | –             | –             | –     | 459   | 1      |
| 19.12.2023 | 191           | 157           | 33            | 32            | 26            | 18            | 3             | –             | –             | –     | 460   | –      |
| 20.12.2023 | 189           | 157           | 33            | 32            | 26            | 18            | 3             | –             | –             | –     | 458   | 2      |
| 05.01.2024 | 189           | 156           | 33            | 32            | 26            | 18            | 3             | –             | –             | –     | 457   | 3      |
| 26.01.2024 | 189           | 157           | 33            | 32            | 26            | 18            | 3             | –             | –             | –     | 458   | 2      |
| 06.03.2024 | 189           | 157           | 33            | 32            | 26            | 18            | 3             | –             | –             | 1     | 459   | 1      |
| 08.03.2024 | 189           | 157           | 32            | 32            | 26            | 18            | 3             | –             | –             | 2     | 459   | 1      |
| 27.03.2024 | 189           | 156           | 32            | 32            | 26            | 18            | 3             | –             | –             | 2     | 458   | 2      |
| 10.04.2024 | 189           | 155           | 32            | 32            | 26            | 18            | 3             | –             | –             | 2     | 457   | 3      |
| 23.04.2024 | 189           | 154           | 32            | 32            | 26            | 18            | 3             | –             | –             | 2     | 456   | 4      |
| 26.04.2024 | 189           | 155           | 32            | 32            | 26            | 18            | 3             | –             | –             | 2     | 457   | 3      |
| 06.05.2024 | 189           | 154           | 32            | 32            | 26            | 18            | 3             | –             | –             | 2     | 456   | 4      |
| 08.05.2024 | 189           | 156           | 32            | 32            | 26            | 18            | 3             | –             | –             | 2     | 458   | 2      |
| 22.05.2024 | 189           | 157           | 32            | 32            | 26            | 18            | 3             | –             | –             | 2     | 459   | 1      |
| 10.06.2024 | 182           | 145           | 31            | 31            | 24            | 16            | 3             | –             | –             | 2     | 434   | 26     |
| 26.06.2024 | 189           | 155           | 32            | 31            | 26            | 18            | 3             | –             | –             | 1     | 455   | 5      |
| 28.06.2024 | 190           | 157           | 32            | 31            | 26            | 18            | 3             | –             | –             | 1     | 458   | 2      |
| 23.07.2024 | 190           | 157           | 32            | 32            | 26            | 18            | 3             | –             | –             | 2     | 460   | –      |
| 24.07.2024 | 190           | 157           | 32            | 32            | 26            | 18            | 4             | –             | –             | 1     | 460   | –      |
| 10.08.2024 | 190           | 156           | 32            | 32            | 26            | 18            | 4             | –             | –             | 1     | 459   | 1      |
| 28.10.2024 | 190           | 156           | 32            | 32            | 21            | 18            | 4             | –             | –             | 6     | 459   | 1      |
| 06.11.2024 | 190           | 157           | 32            | 32            | 21            | 18            | 4             | 5             | –             | 1     | 460   | –      |
| 10.03.2025 | 190           | 157           | 32            | 32            | 21            | 16            | 4             | 5             | –             | 3     | 460   | –      |
| 04.06.2025 | 189           | 157           | 32            | 32            | 21            | 16            | 4             | 5             | 3             | 1     | 460   | –      |
| 08.07.2025 | 189           | 157           | 31            | 32            | 21            | 16            | 4             | 5             | 3             | 2     | 460   | –      |
| 05.08.2025 | 189           | 157           | 30            | 32            | 21            | 16            | 4             | 5             | 3             | 3     | 460   | –      |
| 07.08.2025 | 185           | 157           | 30            | 32            | 21            | 16            | 4             | 5             | 3             | 3     | 456   | 4      |

## Lista według okręgów wyborczych
| Okręgi wyborcze w poszczególnych województwach: dolnośląskie • kujawsko-pomorskie • lubelskie • lubuskie • łódzkie • małopolskie • mazowieckie • opolskie • podkarpackie • podlaskie • pomorskie • śląskie • świętokrzyskie • warmińsko-mazurskie • wielkopolskie • zachodniopomorskie |

| Województwo dolnośląskie        | | | | | | |                                                                                                   | |                                                                                                   |                                                                                                   |
| Nr                              | Posłowie wybrani z list poszczególnych komitetów wyborczych (w nawiasach liczba zdobytych głosów) | Posłowie wybrani z list poszczególnych komitetów wyborczych (w nawiasach liczba zdobytych głosów) | Posłowie wybrani z list poszczególnych komitetów wyborczych (w nawiasach liczba zdobytych głosów)                                       | Posłowie wybrani z list poszczególnych komitetów wyborczych (w nawiasach liczba zdobytych głosów)                                                                    | Posłowie wybrani z list poszczególnych komitetów wyborczych (w nawiasach liczba zdobytych głosów)                                 | Posłowie wybrani z list poszczególnych komitetów wyborczych (w nawiasach liczba zdobytych głosów)                                                | Posłowie wybrani z list poszczególnych komitetów wyborczych (w nawiasach liczba zdobytych głosów) | Posłowie wybrani z list poszczególnych komitetów wyborczych (w nawiasach liczba zdobytych głosów)                                                           | Posłowie wybrani z list poszczególnych komitetów wyborczych (w nawiasach liczba zdobytych głosów) | Posłowie wybrani z list poszczególnych komitetów wyborczych (w nawiasach liczba zdobytych głosów) |
| 1                               | | Prawo i Sprawiedliwość Elżbieta Witek (89 172) Marzena Machałek (18 363) Krzysztof Kubów (15 928) Szymon Pogoda (10 117) Wojciech Zubowski (8527) | | KKW Koalicja Obywatelska PO .N iPL Zieloni Piotr Borys (44 912) Robert Kropiwnicki (31 838) Zofia Czernow (30 258) Łukasz Horbatowski (13 934) Iwona Krawczyk (8831) | | KKW Trzecia Droga Polska 2050 Szymona Hołowni – Polskie Stronnictwo Ludowe Tadeusz Samborski (16 120)                                            |                                                                                                   | Nowa Lewica Arkadiusz Sikora (12 048) |                                                                                                   |                                                                                                   |
| 2                               | | KKW Koalicja Obywatelska PO .N iPL Zieloni Monika Wielichowska (52 182) Sylwia Bielawska (17 577) Marek Chmielewski (9108) Robert Jagła (5676) | | Prawo i Sprawiedliwość Marcin Gwóźdź (23 434) Ireneusz Zyska (11 817) Grzegorz Macko (10 781)                                                                        | KKW Trzecia Droga Polska 2050 Szymona Hołowni – Polskie Stronnictwo Ludowe Aleksandra Leo (16 661)                                | |                                                                                                   | |                                                                                                   |                                                                                                   |
| 3                               | KKW Koalicja Obywatelska PO .N iPL Zieloni Alicja Chybicka (78 816) Michał Jaros (30 512) Małgorzata Tracz (17 693) Anna Sobolak (7675) Jolanta Niezgodzka (7262) Krzysztof Mieszkowski (7031)                                                            | Prawo i Sprawiedliwość Mirosława Stachowiak-Różecka (97 193) Paweł Hreniak (19 384) Agnieszka Soin (18 645) Jacek Świat (13 663) | KKW Trzecia Droga Polska 2050 Szymona Hołowni – Polskie Stronnictwo Ludowe Tomasz Zimoch (34 187) Izabela Bodnar (26 404)               | | Nowa Lewica Marta Stożek (19 434)                                                                                                 | | Konfederacja Wolność i Niepodległość Krzysztof Tuduj (25 922)                                     | |                                                                                                   |                                                                                                   |
| Województwo kujawsko-pomorskie  | | | | | | |                                                                                                   | |                                                                                                   |                                                                                                   |
| Nr                              | Posłowie wybrani z list poszczególnych komitetów wyborczych (w nawiasach liczba zdobytych głosów) | Posłowie wybrani z list poszczególnych komitetów wyborczych (w nawiasach liczba zdobytych głosów) | Posłowie wybrani z list poszczególnych komitetów wyborczych (w nawiasach liczba zdobytych głosów)                                       | Posłowie wybrani z list poszczególnych komitetów wyborczych (w nawiasach liczba zdobytych głosów)                                                                    | Posłowie wybrani z list poszczególnych komitetów wyborczych (w nawiasach liczba zdobytych głosów)                                 | Posłowie wybrani z list poszczególnych komitetów wyborczych (w nawiasach liczba zdobytych głosów)                                                | Posłowie wybrani z list poszczególnych komitetów wyborczych (w nawiasach liczba zdobytych głosów) | Posłowie wybrani z list poszczególnych komitetów wyborczych (w nawiasach liczba zdobytych głosów)                                                           | Posłowie wybrani z list poszczególnych komitetów wyborczych (w nawiasach liczba zdobytych głosów) | Posłowie wybrani z list poszczególnych komitetów wyborczych (w nawiasach liczba zdobytych głosów) |
| 4                               | | KKW Koalicja Obywatelska PO .N iPL Zieloni Paweł Olszewski (35 289) Iwona Kozłowska (14 514) Włodzisław Giziński (13 630) Iwona Karolewska (8572) Magdalena Łośko (4864) | | Prawo i Sprawiedliwość Łukasz Schreiber (44 413) Paweł Szrot (20 214) Piotr Król (17 952) Bartosz Kownacki (17 135)                                                  | | KKW Trzecia Droga Polska 2050 Szymona Hołowni – Polskie Stronnictwo Ludowe Norbert Pietrykowski (27 596) Agnieszka Kłopotek (11 049)             |                                                                                                   | Nowa Lewica Krzysztof Gawkowski (21 831) |                                                                                                   |                                                                                                   |
| 5                               | | Prawo i Sprawiedliwość Krzysztof Szczucki (34 014) Jan Ardanowski (28 658) Joanna Borowiak (25 995) Anna Gembicka (25 993) Mariusz Kałużny (19 072) | | KKW Koalicja Obywatelska PO .N iPL Zieloni Arkadiusz Myrcha (64 452) Iwona Hartwich (17 889) Tomasz Szymański (17 825) Krystian Łuczak (16 451)                      | KKW Trzecia Droga Polska 2050 Szymona Hołowni – Polskie Stronnictwo Ludowe Zbigniew Sosnowski (27 070) Marcin Skonieczka (11 864) | Nowa Lewica Piotr Kowal (7860) |                                                                                                   | Konfederacja Wolność i Niepodległość Przemysław Wipler (13 457)                                                                                             |                                                                                                   |                                                                                                   |
| Województwo lubelskie           | | | | | | |                                                                                                   | |                                                                                                   |                                                                                                   |
| Nr                              | Posłowie wybrani z list poszczególnych komitetów wyborczych (w nawiasach liczba zdobytych głosów) | Posłowie wybrani z list poszczególnych komitetów wyborczych (w nawiasach liczba zdobytych głosów) | Posłowie wybrani z list poszczególnych komitetów wyborczych (w nawiasach liczba zdobytych głosów)                                       | Posłowie wybrani z list poszczególnych komitetów wyborczych (w nawiasach liczba zdobytych głosów)                                                                    | Posłowie wybrani z list poszczególnych komitetów wyborczych (w nawiasach liczba zdobytych głosów)                                 | Posłowie wybrani z list poszczególnych komitetów wyborczych (w nawiasach liczba zdobytych głosów)                                                | Posłowie wybrani z list poszczególnych komitetów wyborczych (w nawiasach liczba zdobytych głosów) | Posłowie wybrani z list poszczególnych komitetów wyborczych (w nawiasach liczba zdobytych głosów)                                                           | Posłowie wybrani z list poszczególnych komitetów wyborczych (w nawiasach liczba zdobytych głosów) | Posłowie wybrani z list poszczególnych komitetów wyborczych (w nawiasach liczba zdobytych głosów) |
| 6                               | | Prawo i Sprawiedliwość Przemysław Czarnek (121 686) Jan Kanthak (22 037) Michał Moskal (21 958) Sławomir Skwarek (12 427) Magdalena Filipek-Sobczak (10 480) Sylwester Tułajew (10 228) Kazimierz Choma (8363) Anna Baluch (7686)                                              | | KKW Koalicja Obywatelska PO .N iPL Zieloni Michał Krawczyk (12 009) Krzysztof Bojarski (10 672) Bożena Lisowska (6935)                                               | | KKW Trzecia Droga Polska 2050 Szymona Hołowni – Polskie Stronnictwo Ludowe Joanna Mucha (32 563) Henryk Smolarz (5536)                           |                                                                                                   | Konfederacja Wolność i Niepodległość Bartłomiej Pejo (26 037)                                                                                               |                                                                                                   | Nowa Lewica Jacek Czerniak (10 910)                                                               |
| 7                               | Prawo i Sprawiedliwość Jarosław Sachajko (33 727) Dariusz Stefaniuk (29 710) Marcin Romanowski (17 318) Anna Dąbrowska-Banaszek (13 910) Tomasz Zieliński (13 469) Sławomir Zawiślak (10 936) Monika Pawłowska (10 789)                                   | KKW Koalicja Obywatelska PO .N iPL Zieloni Krzysztof Grabczuk (32 985) Małgorzata Gromadzka (10 710) | KKW Trzecia Droga Polska 2050 Szymona Hołowni – Polskie Stronnictwo Ludowe Wiesław Różyński (17 237) Sławomir Ćwik (8004)               | Konfederacja Wolność i Niepodległość Witold Tumanowicz (14 387) | | |                                                                                                   | |                                                                                                   |                                                                                                   |
| Województwo lubuskie            | | | | | | |                                                                                                   | |                                                                                                   |                                                                                                   |
| Nr                              | Posłowie wybrani z list poszczególnych komitetów wyborczych (w nawiasach liczba zdobytych głosów) | Posłowie wybrani z list poszczególnych komitetów wyborczych (w nawiasach liczba zdobytych głosów) | Posłowie wybrani z list poszczególnych komitetów wyborczych (w nawiasach liczba zdobytych głosów)                                       | Posłowie wybrani z list poszczególnych komitetów wyborczych (w nawiasach liczba zdobytych głosów)                                                                    | Posłowie wybrani z list poszczególnych komitetów wyborczych (w nawiasach liczba zdobytych głosów)                                 | Posłowie wybrani z list poszczególnych komitetów wyborczych (w nawiasach liczba zdobytych głosów)                                                | Posłowie wybrani z list poszczególnych komitetów wyborczych (w nawiasach liczba zdobytych głosów) | Posłowie wybrani z list poszczególnych komitetów wyborczych (w nawiasach liczba zdobytych głosów)                                                           | Posłowie wybrani z list poszczególnych komitetów wyborczych (w nawiasach liczba zdobytych głosów) | Posłowie wybrani z list poszczególnych komitetów wyborczych (w nawiasach liczba zdobytych głosów) |
| 8                               | | KKW Koalicja Obywatelska PO .N iPL Zieloni Elżbieta Polak (78 475) Waldemar Sługocki (25 037) Krystyna Sibińska (19 415) Robert Dowhan (14 761) Katarzyna Osos (11 832) | | Prawo i Sprawiedliwość Marek Ast (36 365) Władysław Dajczak (29 131) Jerzy Materna (17 470) Łukasz Mejza (10 162)                                                    | | KKW Trzecia Droga Polska 2050 Szymona Hołowni – Polskie Stronnictwo Ludowe Maja Nowak (25 109) Stanisław Tomczyszyn (10 332)                     |                                                                                                   | Nowa Lewica Anita Kucharska-Dziedzic (23 051) |                                                                                                   |                                                                                                   |
| Województwo łódzkie             | | | | | | |                                                                                                   | |                                                                                                   |                                                                                                   |
| Nr                              | Posłowie wybrani z list poszczególnych komitetów wyborczych (w nawiasach liczba zdobytych głosów) | Posłowie wybrani z list poszczególnych komitetów wyborczych (w nawiasach liczba zdobytych głosów) | Posłowie wybrani z list poszczególnych komitetów wyborczych (w nawiasach liczba zdobytych głosów)                                       | Posłowie wybrani z list poszczególnych komitetów wyborczych (w nawiasach liczba zdobytych głosów)                                                                    | Posłowie wybrani z list poszczególnych komitetów wyborczych (w nawiasach liczba zdobytych głosów)                                 | Posłowie wybrani z list poszczególnych komitetów wyborczych (w nawiasach liczba zdobytych głosów)                                                | Posłowie wybrani z list poszczególnych komitetów wyborczych (w nawiasach liczba zdobytych głosów) | Posłowie wybrani z list poszczególnych komitetów wyborczych (w nawiasach liczba zdobytych głosów)                                                           | Posłowie wybrani z list poszczególnych komitetów wyborczych (w nawiasach liczba zdobytych głosów) | Posłowie wybrani z list poszczególnych komitetów wyborczych (w nawiasach liczba zdobytych głosów) |
| 9                               | | KKW Koalicja Obywatelska PO .N iPL Zieloni Aleksandra Uznańska-Wiśniewska (25 436) Małgorzata Niemczyk (20 959) Paweł Bliźniuk (12 315) Marcin Józefaciuk (8893) Krzysztof Piątkowski (7018)                                                                                   | | Prawo i Sprawiedliwość Zbigniew Rau (32 387) Agnieszka Wojciechowska van Heukelom (10 557) Włodzimierz Tomaszewski (9247)                                            | | Nowa Lewica Tomasz Trela (26 273) |                                                                                                   | KKW Trzecia Droga Polska 2050 Szymona Hołowni – Polskie Stronnictwo Ludowe Ewa Szymanowska (26 185)                                                         |                                                                                                   |                                                                                                   |
| 10                              | | Prawo i Sprawiedliwość Robert Telus (49 262) Antoni Macierewicz (32 496) Anna Milczanowska (22 595) Grzegorz Lorek (19 711) Paweł Sałek (15 200) Krzysztof Ciecióra (10 426)                                                                                                   | | KKW Koalicja Obywatelska PO .N iPL Zieloni Bogusław Wołoszański (35 202) Adrian Witczak (16 287)                                                                     | | KKW Trzecia Droga Polska 2050 Szymona Hołowni – Polskie Stronnictwo Ludowe Dariusz Klimczak (21 826)                                             |                                                                                                   | |                                                                                                   |                                                                                                   |
| 11                              | Prawo i Sprawiedliwość Joanna Lichocka (36 060) Paweł Rychlik (27 361) Piotr Polak (23 845) Tadeusz Woźniak (19 691) Marek Matuszewski (17 412) wakat | KKW Koalicja Obywatelska PO .N iPL Zieloni Cezary Tomczyk (69 211) Agnieszka Hanajczyk (16 865) Krzysztof Habura (11 267) | KKW Trzecia Droga Polska 2050 Szymona Hołowni – Polskie Stronnictwo Ludowe Paweł Bejda (25 363) Jolanta Zięba-Gzik (10 474)             | | Nowa Lewica Paulina Matysiak (17 695)                                                                                             | |                                                                                                   | |                                                                                                   |                                                                                                   |
| Województwo małopolskie         | | | | | | |                                                                                                   | |                                                                                                   |                                                                                                   |
| Nr                              | Posłowie wybrani z list poszczególnych komitetów wyborczych (w nawiasach liczba zdobytych głosów) | Posłowie wybrani z list poszczególnych komitetów wyborczych (w nawiasach liczba zdobytych głosów) | Posłowie wybrani z list poszczególnych komitetów wyborczych (w nawiasach liczba zdobytych głosów)                                       | Posłowie wybrani z list poszczególnych komitetów wyborczych (w nawiasach liczba zdobytych głosów)                                                                    | Posłowie wybrani z list poszczególnych komitetów wyborczych (w nawiasach liczba zdobytych głosów)                                 | Posłowie wybrani z list poszczególnych komitetów wyborczych (w nawiasach liczba zdobytych głosów)                                                | Posłowie wybrani z list poszczególnych komitetów wyborczych (w nawiasach liczba zdobytych głosów) | Posłowie wybrani z list poszczególnych komitetów wyborczych (w nawiasach liczba zdobytych głosów)                                                           | Posłowie wybrani z list poszczególnych komitetów wyborczych (w nawiasach liczba zdobytych głosów) | Posłowie wybrani z list poszczególnych komitetów wyborczych (w nawiasach liczba zdobytych głosów) |
| 12                              | | Prawo i Sprawiedliwość Rafał Bochenek (42 142) Łukasz Kmita (26 062) Filip Kaczyński (18 285) Władysław Kurowski (12 320) Mariusz Krystian (11 366) | | KKW Koalicja Obywatelska PO .N iPL Zieloni Dorota Niedziela (28 783) Marek Sowa (24 652)                                                                             | | KKW Trzecia Droga Polska 2050 Szymona Hołowni – Polskie Stronnictwo Ludowe Paweł Śliz (19 630)                                                   |                                                                                                   | |                                                                                                   |                                                                                                   |
| 13                              | | KKW Koalicja Obywatelska PO .N iPL Zieloni Dorota Marek (14 141) Katarzyna Matusik-Lipiec (9261) Dominik Jaśkowiec (6093) Jerzy Meysztowicz (5408) Aleksandra Kot (4942) | | Prawo i Sprawiedliwość Małgorzata Wassermann (125 786) Andrzej Adamczyk (45 171) Elżbieta Duda (11 388) Jacek Osuch (10 386) Agnieszka Ścigaj (6262)                 | KKW Trzecia Droga Polska 2050 Szymona Hołowni – Polskie Stronnictwo Ludowe Rafał Komarewicz (44 808) Ireneusz Raś (27 518)        | | Nowa Lewica Daria Gosek-Popiołek (39 054)                                                         | | Konfederacja Wolność i Niepodległość Konrad Berkowicz (36 918)                                    |                                                                                                   |
| 14                              | | Prawo i Sprawiedliwość Ryszard Terlecki (29 882) Barbara Bartuś (21 250) Patryk Wicher (18 604) Edward Siarka (18 587) Andrzej Gut-Mostowy (16 467) Anna Paluch (14 616) | | KKW Koalicja Obywatelska PO .N iPL Zieloni Weronika Smarduch (27 031) Piotr Lachowicz (12 918)                                                                       | KKW Trzecia Droga Polska 2050 Szymona Hołowni – Polskie Stronnictwo Ludowe Urszula Nowogórska (24 388)                            | | Konfederacja Wolność i Niepodległość Ryszard Wilk (19 374)                                        | |                                                                                                   |                                                                                                   |
| 15                              | Prawo i Sprawiedliwość Anna Pieczarka (71 199) Józefa Szczurek-Żelazko (26 231) Wiesław Krajewski (24 838) Urszula Rusecka (17 080) Norbert Kaczmarczyk (11 926)                                                                                          | | KKW Trzecia Droga Polska 2050 Szymona Hołowni – Polskie Stronnictwo Ludowe Władysław Kosiniak-Kamysz (50 139) Piotr Górnikiewicz (5180) | | KKW Koalicja Obywatelska PO .N iPL Zieloni Urszula Augustyn (27 047) Robert Wardzała (9265)                                       | |                                                                                                   | |                                                                                                   |                                                                                                   |
| Województwo mazowieckie         | | | | | | |                                                                                                   | |                                                                                                   |                                                                                                   |
| Nr                              | Posłowie wybrani z list poszczególnych komitetów wyborczych (w nawiasach liczba zdobytych głosów) | Posłowie wybrani z list poszczególnych komitetów wyborczych (w nawiasach liczba zdobytych głosów) | Posłowie wybrani z list poszczególnych komitetów wyborczych (w nawiasach liczba zdobytych głosów)                                       | Posłowie wybrani z list poszczególnych komitetów wyborczych (w nawiasach liczba zdobytych głosów)                                                                    | Posłowie wybrani z list poszczególnych komitetów wyborczych (w nawiasach liczba zdobytych głosów)                                 | Posłowie wybrani z list poszczególnych komitetów wyborczych (w nawiasach liczba zdobytych głosów)                                                | Posłowie wybrani z list poszczególnych komitetów wyborczych (w nawiasach liczba zdobytych głosów) | Posłowie wybrani z list poszczególnych komitetów wyborczych (w nawiasach liczba zdobytych głosów)                                                           | Posłowie wybrani z list poszczególnych komitetów wyborczych (w nawiasach liczba zdobytych głosów) | Posłowie wybrani z list poszczególnych komitetów wyborczych (w nawiasach liczba zdobytych głosów) |
| 16                              | | Prawo i Sprawiedliwość Maciej Małecki (33 696) Kamil Bortniczuk (31 555) Anna Cicholska (19 074) Wioletta Kulpa (18 283) Rafał Romanowski (14 831) | | KKW Koalicja Obywatelska PO .N iPL Zieloni Elżbieta Gapińska (13 214) Adam Krzemiński (6071) Maria Koźlakiewicz (4535)                                               | | KKW Trzecia Droga Polska 2050 Szymona Hołowni – Polskie Stronnictwo Ludowe Piotr Zgorzelski (32 011) Mirosław Orliński (9066)                    |                                                                                                   | |                                                                                                   |                                                                                                   |
| 17                              | Prawo i Sprawiedliwość Marek Suski (37 853) Anna Kwiecień (34 570) Radosław Fogiel (32 791) Zbigniew Kuźmiuk (24 702) Agnieszka Górska (11 494) Andrzej Kosztowniak (9755)                                                                                | KKW Koalicja Obywatelska PO .N iPL Zieloni Konrad Frysztak (25 416) Joanna Kluzik-Rostkowska (21 218) | KKW Trzecia Droga Polska 2050 Szymona Hołowni – Polskie Stronnictwo Ludowe Mirosław Maliszewski (17 857)                                | | | |                                                                                                   | |                                                                                                   |                                                                                                   |
| 18                              | Prawo i Sprawiedliwość Maria Koc (70 732) Daniel Milewski (44 145) Henryk Kowalczyk (30 081) Krzysztof Tchórzewski (25 867) Arkadiusz Czartoryski (15 845) Marcin Grabowski (10 339) Grzegorz Woźniak (9088)                                              | KKW Koalicja Obywatelska PO .N iPL Zieloni Czesław Mroczek (11 648) Mariusz Popielarz (5009) | KKW Trzecia Droga Polska 2050 Szymona Hołowni – Polskie Stronnictwo Ludowe Marek Sawicki (25 534) Żaneta Cwalina-Śliwowska (9747)       | | Konfederacja Wolność i Niepodległość Krzysztof Mulawa (14 043)                                                                    | |                                                                                                   | |                                                                                                   |                                                                                                   |
| 19                              | | KKW Koalicja Obywatelska PO .N iPL Zieloni Donald Tusk (538 634) Aleksandra Gajewska (49 428) Katarzyna Lubnauer (22 529) Urszula Zielińska (16 470) Dorota Łoboda (10 510) Klaudia Jachira (9172) Katarzyna Piekarska (8748) Andrzej Domański (6848) Magdalena Roguska (6193) | | Prawo i Sprawiedliwość Piotr Gliński (135 339) Marek Jakubiak (39 151) Sebastian Kaleta (31 369) Jarosław Krajewski (24 703)                                         | | Nowa Lewica Adrian Zandberg (64 435) Dorota Olko (44 188) Anna Żukowska (38 426)                                                                 |                                                                                                   | KKW Trzecia Droga Polska 2050 Szymona Hołowni – Polskie Stronnictwo Ludowe Władysław Bartoszewski (34 563) Ryszard Petru (24 192) Bożenna Hołownia (22 593) |                                                                                                   | Konfederacja Wolność i Niepodległość Sławomir Mentzen (101 269)                                   |
| 20                              | KKW Koalicja Obywatelska PO .N iPL Zieloni Kinga Gajewska (85 283) Jan Grabiec (71 534) Maciej Lasek (20 565) Piotr Kandyba (15 144) | Prawo i Sprawiedliwość Mariusz Błaszczak (127 578) Anita Czerwińska (18 443) Piotr Uściński (15 006) Dominika Chorosińska (9582) | | KKW Trzecia Droga Polska 2050 Szymona Hołowni – Polskie Stronnictwo Ludowe Paweł Zalewski (35 395) Bożena Żelazowska (17 416)                                        | | Konfederacja Wolność i Niepodległość Karina Bosak (21 217)                                                                                       |                                                                                                   | Nowa Lewica Joanna Wicha (15 324) |                                                                                                   |                                                                                                   |
| Województwo opolskie            | | | | | | |                                                                                                   | |                                                                                                   |                                                                                                   |
| Nr                              | Posłowie wybrani z list poszczególnych komitetów wyborczych (w nawiasach liczba zdobytych głosów) | Posłowie wybrani z list poszczególnych komitetów wyborczych (w nawiasach liczba zdobytych głosów) | Posłowie wybrani z list poszczególnych komitetów wyborczych (w nawiasach liczba zdobytych głosów)                                       | Posłowie wybrani z list poszczególnych komitetów wyborczych (w nawiasach liczba zdobytych głosów)                                                                    | Posłowie wybrani z list poszczególnych komitetów wyborczych (w nawiasach liczba zdobytych głosów)                                 | Posłowie wybrani z list poszczególnych komitetów wyborczych (w nawiasach liczba zdobytych głosów)                                                | Posłowie wybrani z list poszczególnych komitetów wyborczych (w nawiasach liczba zdobytych głosów) | Posłowie wybrani z list poszczególnych komitetów wyborczych (w nawiasach liczba zdobytych głosów)                                                           | Posłowie wybrani z list poszczególnych komitetów wyborczych (w nawiasach liczba zdobytych głosów) | Posłowie wybrani z list poszczególnych komitetów wyborczych (w nawiasach liczba zdobytych głosów) |
| 21                              | | KKW Koalicja Obywatelska PO .N iPL Zieloni Tomasz Siemoniak (46 223) Witold Zembaczyński (23 647) Tomasz Kostuś (11 857) Danuta Jazłowiecka (11 580) Paweł Masełko (8322) | | Prawo i Sprawiedliwość Paweł Kukiz (43 292) Marcin Ociepa (40 418) Katarzyna Czochara (20 004) Janusz Kowalski (14 593)                                              | | KKW Trzecia Droga Polska 2050 Szymona Hołowni – Polskie Stronnictwo Ludowe Adam Gomoła (21 923)                                                  |                                                                                                   | Nowa Lewica Marcelina Zawisza (19 388) |                                                                                                   | Konfederacja Wolność i Niepodległość Włodzimierz Skalik (15 190)                                  |
| Województwo podkarpackie        | | | | | | |                                                                                                   | |                                                                                                   |                                                                                                   |
| Nr                              | Posłowie wybrani z list poszczególnych komitetów wyborczych (w nawiasach liczba zdobytych głosów) | Posłowie wybrani z list poszczególnych komitetów wyborczych (w nawiasach liczba zdobytych głosów) | Posłowie wybrani z list poszczególnych komitetów wyborczych (w nawiasach liczba zdobytych głosów)                                       | Posłowie wybrani z list poszczególnych komitetów wyborczych (w nawiasach liczba zdobytych głosów)                                                                    | Posłowie wybrani z list poszczególnych komitetów wyborczych (w nawiasach liczba zdobytych głosów)                                 | Posłowie wybrani z list poszczególnych komitetów wyborczych (w nawiasach liczba zdobytych głosów)                                                | Posłowie wybrani z list poszczególnych komitetów wyborczych (w nawiasach liczba zdobytych głosów) | Posłowie wybrani z list poszczególnych komitetów wyborczych (w nawiasach liczba zdobytych głosów)                                                           | Posłowie wybrani z list poszczególnych komitetów wyborczych (w nawiasach liczba zdobytych głosów) | Posłowie wybrani z list poszczególnych komitetów wyborczych (w nawiasach liczba zdobytych głosów) |
| 22                              | | Prawo i Sprawiedliwość Marek Kuchciński (50 519) Anna Schmidt (28 692) Piotr Uruski (22 703) Maria Kurowska (20 813) Teresa Pamuła (15 273) Piotr Babinetz (12 829) Tadeusz Chrzan (12 184)                                                                                    | | KKW Koalicja Obywatelska PO .N iPL Zieloni Joanna Frydrych (29 681) Marek Rząsa (13 510)                                                                             | | KKW Trzecia Droga Polska 2050 Szymona Hołowni – Polskie Stronnictwo Ludowe Bartosz Romowicz (21 527)                                             |                                                                                                   | Konfederacja Wolność i Niepodległość Andrzej Zapałowski (14 475)                                                                                            |                                                                                                   |                                                                                                   |
| 23                              | Prawo i Sprawiedliwość Zbigniew Ziobro (74 592) Ewa Leniart (38 795) Rafał Weber (31 349) Marcin Warchoł (26 750) Zbigniew Chmielowiec (18 574) Krzysztof Sobolewski (18 390) Fryderyk Kapinos (18 065) Kazimierz Gołojuch (14 216) Jan Warzecha (14 023) | KKW Koalicja Obywatelska PO .N iPL Zieloni Paweł Kowal (63 534) Krystyna Skowrońska (14 901) Zdzisław Gawlik (7054) | KKW Trzecia Droga Polska 2050 Szymona Hołowni – Polskie Stronnictwo Ludowe Adam Dziedzic (24 304) Elżbieta Burkiewicz (11 582)          | Konfederacja Wolność i Niepodległość Michał Połuboczek (6287) | | |                                                                                                   | |                                                                                                   |                                                                                                   |
| Województwo podlaskie           | | | | | | |                                                                                                   | |                                                                                                   |                                                                                                   |
| Nr                              | Posłowie wybrani z list poszczególnych komitetów wyborczych (w nawiasach liczba zdobytych głosów) | Posłowie wybrani z list poszczególnych komitetów wyborczych (w nawiasach liczba zdobytych głosów) | Posłowie wybrani z list poszczególnych komitetów wyborczych (w nawiasach liczba zdobytych głosów)                                       | Posłowie wybrani z list poszczególnych komitetów wyborczych (w nawiasach liczba zdobytych głosów)                                                                    | Posłowie wybrani z list poszczególnych komitetów wyborczych (w nawiasach liczba zdobytych głosów)                                 | Posłowie wybrani z list poszczególnych komitetów wyborczych (w nawiasach liczba zdobytych głosów)                                                | Posłowie wybrani z list poszczególnych komitetów wyborczych (w nawiasach liczba zdobytych głosów) | Posłowie wybrani z list poszczególnych komitetów wyborczych (w nawiasach liczba zdobytych głosów)                                                           | Posłowie wybrani z list poszczególnych komitetów wyborczych (w nawiasach liczba zdobytych głosów) | Posłowie wybrani z list poszczególnych komitetów wyborczych (w nawiasach liczba zdobytych głosów) |
| 24                              | | Prawo i Sprawiedliwość Jacek Sasin (59 490) Dariusz Piontkowski (22 147) Jarosław Zieliński (20 812) Jacek Bogucki (12 032) Kazimierz Gwiazdowski (11 898) Sebastian Łukaszewicz (11 554) wakat                                                                                | | KKW Koalicja Obywatelska PO .N iPL Zieloni Krzysztof Truskolaski (57 664) Alicja Łepkowska-Gołaś (13 511) Jacek Niedźwiedzki (9063)                                  | | KKW Trzecia Droga Polska 2050 Szymona Hołowni – Polskie Stronnictwo Ludowe Szymon Hołownia (79 951) Stefan Krajewski (9803) Barbara Okuła (3482) |                                                                                                   | Konfederacja Wolność i Niepodległość Krzysztof Bosak (44 902)                                                                                               |                                                                                                   |                                                                                                   |
| Województwo pomorskie           | | | | | | |                                                                                                   | |                                                                                                   |                                                                                                   |
| Nr                              | Posłowie wybrani z list poszczególnych komitetów wyborczych (w nawiasach liczba zdobytych głosów) | Posłowie wybrani z list poszczególnych komitetów wyborczych (w nawiasach liczba zdobytych głosów) | Posłowie wybrani z list poszczególnych komitetów wyborczych (w nawiasach liczba zdobytych głosów)                                       | Posłowie wybrani z list poszczególnych komitetów wyborczych (w nawiasach liczba zdobytych głosów)                                                                    | Posłowie wybrani z list poszczególnych komitetów wyborczych (w nawiasach liczba zdobytych głosów)                                 | Posłowie wybrani z list poszczególnych komitetów wyborczych (w nawiasach liczba zdobytych głosów)                                                | Posłowie wybrani z list poszczególnych komitetów wyborczych (w nawiasach liczba zdobytych głosów) | Posłowie wybrani z list poszczególnych komitetów wyborczych (w nawiasach liczba zdobytych głosów)                                                           | Posłowie wybrani z list poszczególnych komitetów wyborczych (w nawiasach liczba zdobytych głosów) | Posłowie wybrani z list poszczególnych komitetów wyborczych (w nawiasach liczba zdobytych głosów) |
| 25                              | | KKW Koalicja Obywatelska PO .N iPL Zieloni Agnieszka Pomaska (83 590) Jacek Karnowski (55 069) Piotr Adamowicz (23 147) Jarosław Wałęsa (17 408) Magdalena Kołodziejczak (12 773) Patryk Gabriel (11 201)                                                                      | | Prawo i Sprawiedliwość Kacper Płażyński (100 445) Kazimierz Smoliński (16 177) Jarosław Sellin (7284)                                                                | | KKW Trzecia Droga Polska 2050 Szymona Hołowni – Polskie Stronnictwo Ludowe Agnieszka Buczyńska (35 213) Magdalena Sroka (18 348)                 |                                                                                                   | Nowa Lewica Katarzyna Kotula (33 122) |                                                                                                   |                                                                                                   |
| 26                              | KKW Koalicja Obywatelska PO .N iPL Zieloni Barbara Nowacka (139 524) Zbigniew Konwiński (15 538) Rafał Siemaszko (15 494) Stanisław Lamczyk (8722) Henryka Krzywonos-Strycharska (8460) Kazimierz Plocke (8154)                                           | Prawo i Sprawiedliwość Marcin Horała (47 974) Aleksander Mrówczyński (15 125) Dorota Arciszewska-Mielewczyk (11 766) Michał Kowalski (6486) | KKW Trzecia Droga Polska 2050 Szymona Hołowni – Polskie Stronnictwo Ludowe Marek Biernacki (34 369) Wioleta Tomczak (13 217)            | Nowa Lewica Agnieszka Dziemianowicz-Bąk (30 631) | | Konfederacja Wolność i Niepodległość Krzysztof Szymański (6379)                                                                                  |                                                                                                   | |                                                                                                   |                                                                                                   |
| Województwo śląskie             | | | | | | |                                                                                                   | |                                                                                                   |                                                                                                   |
| Nr                              | Posłowie wybrani z list poszczególnych komitetów wyborczych (w nawiasach liczba zdobytych głosów) | Posłowie wybrani z list poszczególnych komitetów wyborczych (w nawiasach liczba zdobytych głosów) | Posłowie wybrani z list poszczególnych komitetów wyborczych (w nawiasach liczba zdobytych głosów)                                       | Posłowie wybrani z list poszczególnych komitetów wyborczych (w nawiasach liczba zdobytych głosów)                                                                    | Posłowie wybrani z list poszczególnych komitetów wyborczych (w nawiasach liczba zdobytych głosów)                                 | Posłowie wybrani z list poszczególnych komitetów wyborczych (w nawiasach liczba zdobytych głosów)                                                | Posłowie wybrani z list poszczególnych komitetów wyborczych (w nawiasach liczba zdobytych głosów) | Posłowie wybrani z list poszczególnych komitetów wyborczych (w nawiasach liczba zdobytych głosów)                                                           | Posłowie wybrani z list poszczególnych komitetów wyborczych (w nawiasach liczba zdobytych głosów) | Posłowie wybrani z list poszczególnych komitetów wyborczych (w nawiasach liczba zdobytych głosów) |
| 27                              | | Prawo i Sprawiedliwość Stanisław Szwed (57 055) Grzegorz Puda (33 728) Przemysław Drabek (17 886) Grzegorz Gaża (11 940) | | KKW Koalicja Obywatelska PO .N iPL Zieloni Małgorzata Pępek (22 184) Apoloniusz Tajner (20 748) Maciej Tomczykiewicz (12 153)                                        | | KKW Trzecia Droga Polska 2050 Szymona Hołowni – Polskie Stronnictwo Ludowe Mirosław Suchoń (30 897)                                              |                                                                                                   | Konfederacja Wolność i Niepodległość Bronisław Foltyn (18 134)                                                                                              |                                                                                                   |                                                                                                   |
| 28                              | Prawo i Sprawiedliwość Lidia Burzyńska (49 713) Szymon Giżyński (14 148) Andrzej Gawron (13 239) | KKW Koalicja Obywatelska PO .N iPL Zieloni Izabela Leszczyna (60 549) Andrzej Szewiński (10 171) Przemysław Witek (5121) | KKW Trzecia Droga Polska 2050 Szymona Hołowni – Polskie Stronnictwo Ludowe Henryk Kiepura (20 665)                                      | | | |                                                                                                   | |                                                                                                   |                                                                                                   |
| 29                              | | KKW Koalicja Obywatelska PO .N iPL Zieloni Krystyna Szumilas (50 871) Marta Golbik (19 430) Marek Gzik (19 070) Tomasz Głogowski (11 463) | | Prawo i Sprawiedliwość Bożena Borys-Szopa (30 445) Jarosław Wieczorek (23 451) Wojciech Szarama (12 185)                                                             | KKW Trzecia Droga Polska 2050 Szymona Hołowni – Polskie Stronnictwo Ludowe Piotr Strach (17 634)                                  | | Nowa Lewica Wanda Nowicka (16 882)                                                                | |                                                                                                   |                                                                                                   |
| 30                              | | Prawo i Sprawiedliwość Michał Woś (39 902) Bolesław Piecha (32 427) Paweł Jabłoński (22 996) Grzegorz Matusiak (12 690) | | KKW Koalicja Obywatelska PO .N iPL Zieloni Krzysztof Gadowski (36 031) Marek Krząkała (18 605) Gabriela Lenartowicz (16 515)                                         | KKW Trzecia Droga Polska 2050 Szymona Hołowni – Polskie Stronnictwo Ludowe Łukasz Osmalak (19 616)                                | | Konfederacja Wolność i Niepodległość Roman Fritz (11 089)                                         | |                                                                                                   |                                                                                                   |
| 31                              | | KKW Koalicja Obywatelska PO .N iPL Zieloni Monika Rosa (44 857) Ewa Kołodziej (7283) Wojciech Król (7136) Łukasz Ściebiorowski (7116) Urszula Koszutska (6498) | | Prawo i Sprawiedliwość Mateusz Morawiecki (117 064) Marek Wesoły (9915) Michał Wójcik (8270) Jerzy Polaczek (5996)                                                   | KKW Trzecia Droga Polska 2050 Szymona Hołowni – Polskie Stronnictwo Ludowe Michał Gramatyka (32 251)                              | | Nowa Lewica Maciej Konieczny (17 901)                                                             | | Konfederacja Wolność i Niepodległość Grzegorz Płaczek (18 648)                                    |                                                                                                   |
| 32                              | KKW Koalicja Obywatelska PO .N iPL Zieloni Barbara Dolniak (37 470) Mateusz Bochenek (15 117) Katarzyna Stachowicz (10 060) | Prawo i Sprawiedliwość Ewa Malik (39 498) Waldemar Andzel (22 699) Robert Warwas (17 403) | | Nowa Lewica Łukasz Litewka (40 579) Włodzimierz Czarzasty (22 332)                                                                                                   | | KKW Trzecia Droga Polska 2050 Szymona Hołowni – Polskie Stronnictwo Ludowe Kamil Wnuk (16 310)                                                   |                                                                                                   | |                                                                                                   |                                                                                                   |
| Województwo świętokrzyskie      | | | | | | |                                                                                                   | |                                                                                                   |                                                                                                   |
| Nr                              | Posłowie wybrani z list poszczególnych komitetów wyborczych (w nawiasach liczba zdobytych głosów) | Posłowie wybrani z list poszczególnych komitetów wyborczych (w nawiasach liczba zdobytych głosów) | Posłowie wybrani z list poszczególnych komitetów wyborczych (w nawiasach liczba zdobytych głosów)                                       | Posłowie wybrani z list poszczególnych komitetów wyborczych (w nawiasach liczba zdobytych głosów)                                                                    | Posłowie wybrani z list poszczególnych komitetów wyborczych (w nawiasach liczba zdobytych głosów)                                 | Posłowie wybrani z list poszczególnych komitetów wyborczych (w nawiasach liczba zdobytych głosów)                                                | Posłowie wybrani z list poszczególnych komitetów wyborczych (w nawiasach liczba zdobytych głosów) | Posłowie wybrani z list poszczególnych komitetów wyborczych (w nawiasach liczba zdobytych głosów)                                                           | Posłowie wybrani z list poszczególnych komitetów wyborczych (w nawiasach liczba zdobytych głosów) | Posłowie wybrani z list poszczególnych komitetów wyborczych (w nawiasach liczba zdobytych głosów) |
| 33                              | | Prawo i Sprawiedliwość Jarosław Kaczyński (177 228) Anna Krupka (39 854) Agata Wojtyszek (15 405) Krzysztof Lipiec (14 962) Bartłomiej Dorywalski (9696) Andrzej Kryj (6968) Michał Cieślak (5629) Mariusz Gosek (5309)                                                        | | KKW Koalicja Obywatelska PO .N iPL Zieloni Marzena Okła-Drewnowicz (64 990) Roman Giertych (23 622) Artur Gierada (16 878) Lucjan Pietrzczyk (5826)                  | | KKW Trzecia Droga Polska 2050 Szymona Hołowni – Polskie Stronnictwo Ludowe Czesław Siekierski (21 916) Rafał Kasprzyk (10 907)                   |                                                                                                   | Nowa Lewica Andrzej Szejna (17 961) |                                                                                                   | Konfederacja Wolność i Niepodległość Michał Wawer (18 300)                                        |
| Województwo warmińsko-mazurskie | | | | | | |                                                                                                   | |                                                                                                   |                                                                                                   |
| Nr                              | Posłowie wybrani z list poszczególnych komitetów wyborczych (w nawiasach liczba zdobytych głosów) | Posłowie wybrani z list poszczególnych komitetów wyborczych (w nawiasach liczba zdobytych głosów) | Posłowie wybrani z list poszczególnych komitetów wyborczych (w nawiasach liczba zdobytych głosów)                                       | Posłowie wybrani z list poszczególnych komitetów wyborczych (w nawiasach liczba zdobytych głosów)                                                                    | Posłowie wybrani z list poszczególnych komitetów wyborczych (w nawiasach liczba zdobytych głosów)                                 | Posłowie wybrani z list poszczególnych komitetów wyborczych (w nawiasach liczba zdobytych głosów)                                                | Posłowie wybrani z list poszczególnych komitetów wyborczych (w nawiasach liczba zdobytych głosów) | Posłowie wybrani z list poszczególnych komitetów wyborczych (w nawiasach liczba zdobytych głosów)                                                           | Posłowie wybrani z list poszczególnych komitetów wyborczych (w nawiasach liczba zdobytych głosów) | Posłowie wybrani z list poszczególnych komitetów wyborczych (w nawiasach liczba zdobytych głosów) |
| 34                              | | Prawo i Sprawiedliwość Andrzej Śliwka (32 895) Robert Gontarz (24 940) Leonard Krasulski (13 948) Teresa Wilk (9280) | | KKW Koalicja Obywatelska PO .N iPL Zieloni Elżbieta Gelert (15 847) Stanisław Gorczyca (7979) Katarzyna Królak (5979)                                                | | KKW Trzecia Droga Polska 2050 Szymona Hołowni – Polskie Stronnictwo Ludowe Zbigniew Ziejewski (12 695)                                           |                                                                                                   | |                                                                                                   |                                                                                                   |
| 35                              | | KKW Koalicja Obywatelska PO .N iPL Zieloni Janusz Cichoń (32 356) Paweł Papke (27 023) Anna Wojciechowska (18 828) Maciej Wróbel (9837) | | Prawo i Sprawiedliwość Janusz Cieszyński (20 644) Artur Chojecki (17 418) Iwona Arent (16 675) Olga Semeniuk-Patkowska (14 183)                                      | KKW Trzecia Droga Polska 2050 Szymona Hołowni – Polskie Stronnictwo Ludowe Urszula Pasławska (26 992)                             | | Nowa Lewica Marcin Kulasek (11 514)                                                               | |                                                                                                   |                                                                                                   |
| Województwo wielkopolskie       | | | | | | |                                                                                                   | |                                                                                                   |                                                                                                   |
| Nr                              | Posłowie wybrani z list poszczególnych komitetów wyborczych (w nawiasach liczba zdobytych głosów) | Posłowie wybrani z list poszczególnych komitetów wyborczych (w nawiasach liczba zdobytych głosów) | Posłowie wybrani z list poszczególnych komitetów wyborczych (w nawiasach liczba zdobytych głosów)                                       | Posłowie wybrani z list poszczególnych komitetów wyborczych (w nawiasach liczba zdobytych głosów)                                                                    | Posłowie wybrani z list poszczególnych komitetów wyborczych (w nawiasach liczba zdobytych głosów)                                 | Posłowie wybrani z list poszczególnych komitetów wyborczych (w nawiasach liczba zdobytych głosów)                                                | Posłowie wybrani z list poszczególnych komitetów wyborczych (w nawiasach liczba zdobytych głosów) | Posłowie wybrani z list poszczególnych komitetów wyborczych (w nawiasach liczba zdobytych głosów)                                                           | Posłowie wybrani z list poszczególnych komitetów wyborczych (w nawiasach liczba zdobytych głosów) | Posłowie wybrani z list poszczególnych komitetów wyborczych (w nawiasach liczba zdobytych głosów) |
| 36                              | | Prawo i Sprawiedliwość Katarzyna Sójka (18 138) Piotr Kaleta (16 344) Jan Dziedziczak (14 689) Jan Mosiński (7321) Lidia Czechak (7053) | | KKW Koalicja Obywatelska PO .N iPL Zieloni Jarosław Urbaniak (50 724) Karolina Pawliczak (21 819) Mariusz Witczak (12 754) Alicja Łuczak (5186)                      | | KKW Trzecia Droga Polska 2050 Szymona Hołowni – Polskie Stronnictwo Ludowe Andrzej Grzyb (29 391) Barbara Oliwiecka (12 214)                     |                                                                                                   | Nowa Lewica Wiesław Szczepański (13 668) |                                                                                                   |                                                                                                   |
| 37                              | Prawo i Sprawiedliwość Zbigniew Hoffmann (47 594) Zbigniew Dolata (25 663) Ryszard Bartosik (25 371) Witold Czarnecki (17 601) | KKW Koalicja Obywatelska PO .N iPL Zieloni Michał Kołodziejczak (44 062) Tomasz Nowak (15 495) | KKW Trzecia Droga Polska 2050 Szymona Hołowni – Polskie Stronnictwo Ludowe Paulina Hennig-Kloska (30 334) Michał Pyrzyk (10 304)        | Nowa Lewica Tadeusz Tomaszewski (17 181) | | |                                                                                                   | |                                                                                                   |                                                                                                   |
| 38                              | | KKW Koalicja Obywatelska PO .N iPL Zieloni Jakub Rutnicki (67 069) Maria Janyska (23 592) Piotr Głowski (16 067) Henryk Szopiński (8263) | | Prawo i Sprawiedliwość Krzysztof Czarnecki (37 420) Marcin Porzucek (28 293) Grzegorz Piechowiak (13 122)                                                            | KKW Trzecia Droga Polska 2050 Szymona Hołowni – Polskie Stronnictwo Ludowe Krzysztof Paszyk (27 642) Adam Luboński (8724)         | |                                                                                                   | |                                                                                                   |                                                                                                   |
| 39                              | KKW Koalicja Obywatelska PO .N iPL Zieloni Adam Szłapka (149 064) Marcin Bosacki (24 197) Katarzyna Kierzek-Koperska (20 091) Franciszek Sterczewski (10 108) Bartosz Zawieja (9103)                                                                      | Prawo i Sprawiedliwość Szymon Szynkowski vel Sęk (45 167) Bartłomiej Wróblewski (28 860) | KKW Trzecia Droga Polska 2050 Szymona Hołowni – Polskie Stronnictwo Ludowe Ewa Schädler (33 815) Jacek Tomczak (24 918)                 | | Nowa Lewica Katarzyna Ueberhan (24 485)                                                                                           | |                                                                                                   | |                                                                                                   |                                                                                                   |
| Województwo zachodniopomorskie  | | | | | | |                                                                                                   | |                                                                                                   |                                                                                                   |
| Nr                              | Posłowie wybrani z list poszczególnych komitetów wyborczych (w nawiasach liczba zdobytych głosów) | Posłowie wybrani z list poszczególnych komitetów wyborczych (w nawiasach liczba zdobytych głosów) | Posłowie wybrani z list poszczególnych komitetów wyborczych (w nawiasach liczba zdobytych głosów)                                       | Posłowie wybrani z list poszczególnych komitetów wyborczych (w nawiasach liczba zdobytych głosów)                                                                    | Posłowie wybrani z list poszczególnych komitetów wyborczych (w nawiasach liczba zdobytych głosów)                                 | Posłowie wybrani z list poszczególnych komitetów wyborczych (w nawiasach liczba zdobytych głosów)                                                | Posłowie wybrani z list poszczególnych komitetów wyborczych (w nawiasach liczba zdobytych głosów) | Posłowie wybrani z list poszczególnych komitetów wyborczych (w nawiasach liczba zdobytych głosów)                                                           | Posłowie wybrani z list poszczególnych komitetów wyborczych (w nawiasach liczba zdobytych głosów) | Posłowie wybrani z list poszczególnych komitetów wyborczych (w nawiasach liczba zdobytych głosów) |
| 40                              | | KKW Koalicja Obywatelska PO .N iPL Zieloni Renata Rak (9170) Marek Hok (8176) Paweł Suski (5934) Barbara Grygorcewicz (5700) | | Prawo i Sprawiedliwość Czesław Hoc (31 360) Małgorzata Golińska (15 253) wakat                                                                                       | | KKW Trzecia Droga Polska 2050 Szymona Hołowni – Polskie Stronnictwo Ludowe Radosław Lubczyk (14 353)                                             |                                                                                                   | |                                                                                                   |                                                                                                   |
| 41                              | KKW Koalicja Obywatelska PO .N iPL Zieloni Sławomir Nitras (90 720) Magdalena Filiks (40 772) Arkadiusz Marchewka (33 222) Patryk Jaskulski (7439) Grzegorz Napieralski (7239) Artur Łącki (6100)                                                         | Prawo i Sprawiedliwość Marek Gróbarczyk (44 422) Zbigniew Bogucki (26 375) Artur Szałabawka (15 446) Dariusz Matecki (14 974) wakat | KKW Trzecia Droga Polska 2050 Szymona Hołowni – Polskie Stronnictwo Ludowe Jarosław Rzepa (21 309)                                      | | Nowa Lewica Dariusz Wieczorek (15 378)                                                                                            | |                                                                                                   | |                                                                                                   |                                                                                                   |

## Zmiany w składzie
- 13 listopada 2023
  - Szymon Hołownia został wybrany na marszałka Sejmu.
  - Krzysztof Bosak został wybrany na wicemarszałka Sejmu.
  - Włodzimierz Czarzasty został wybrany na wicemarszałka Sejmu.
  - Dorota Niedziela została wybrana na wicemarszałka Sejmu.
  - Monika Wielichowska została wybrana na wicemarszałka Sejmu.
  - Piotr Zgorzelski został wybrany na wicemarszałka Sejmu.
- 6 grudnia 2023
  - Artur Soboń utracił mandat w związku z powołaniem na członka Zarządu Narodowego Banku Polskiego.
- 19 grudnia 2023
  - Anna Baluch zastąpiła Artura Sobonia na zwolnionym przez niego miejscu. Dołączyła do KP Prawo i Sprawiedliwość.
- 20 grudnia 2023
  - Mariusz Kamiński utracił mandat w związku z utratą prawa wybieralności.
  - Maciej Wąsik utracił mandat w związku z utratą prawa wybieralności.
- 5 stycznia 2024
  - Krzysztof Brejza utracił mandat w związku z objęciem zwolnionego mandatu posła do Parlamentu Europejskiego.
- 26 stycznia 2024
  - Magdalena Łośko zastąpiła Krzysztofa Brejzę na zwolnionym przez niego miejscu. Dołączyła do KP Koalicja Obywatelska.
- 6 marca 2024
  - Monika Pawłowska zastąpiła Mariusza Kamińskiego na zwolnionym przez niego miejscu. Pozostała posłanką niezrzeszoną.
- 8 marca 2024
  - Adam Gomoła został wykluczony z KP Polska 2050 – Trzecia Droga i został posłem niezrzeszonym.
- 27 marca 2024
  - Rajmund Miller zmarł, a jego mandat wygasł.
- 10 kwietnia 2024
  - Grzegorz Rusiecki utracił mandat na skutek wyboru na Prezydenta Miasta Leszna.
- 23 kwietnia 2024
  - Aleksander Miszalski utracił mandat na skutek wyboru na Prezydenta Miasta Krakowa.
- 26 kwietnia 2024
  - Alicja Łuczak zastąpiła Grzegorza Rusieckiego na zwolnionym przez niego miejscu. Dołączyła do KP Koalicja Obywatelska.
- 6 maja 2024
  - Wojciech Saługa utracił mandat na skutek wyboru na Marszałka Województwa Śląskiego.
- 8 maja 2024
  - Dominik Jaśkowiec zastąpił Aleksandra Miszalskiego na zwolnionym przez niego miejscu. Dołączył do KP Koalicja Obywatelska.
  - Paweł Masełko zastąpił Rajmunda Millera na zwolnionym przez niego miejscu. Dołączył do KP Koalicja Obywatelska.
- 22 maja 2024
  - Katarzyna Stachowicz zastąpiła Wojciecha Saługę na zwolnionym przez niego miejscu. Dołączyła do KP Koalicja Obywatelska.
- 10 czerwca 2024
  - Waldemar Buda, Michał Dworczyk, Małgorzata Gosiewska, Marlena Maląg, Arkadiusz Mularczyk, Piotr Müller, Jacek Ozdoba (PiS), Bartosz Arłukowicz, Borys Budka, Kamila Gasiuk-Pihowicz, Dariusz Joński, Marcin Kierwiński, Jagna Marczułajtis-Walczak, Mirosława Nykiel, Jacek Protas, Bartłomiej Sienkiewicz, Michał Szczerba, Marta Wcisło, Bogdan Zdrojewski (KO), Stanisław Tyszka, Grzegorz Braun (Konfederacja), Michał Kobosko (Polska 2050), Krzysztof Hetman (PSL), Joanna Scheuring-Wielgus, Krzysztof Śmiszek (Lewica) zostali wybrani na deputowanych do Parlamentu Europejskiego, w związku z czym wygasł ich mandat poselski.
- 26 czerwca 2024
  - Lidia Czechak zastąpiła Marlenę Maląg na zwolnionym przez nią miejscu. Dołączyła do KP Prawo i Sprawiedliwość.
  - Bożenna Hołownia zastąpiła Michała Koboskę na zwolnionym przez niego miejscu. Dołączyła do KP Polska 2050–Trzecia Droga.
  - Urszula Koszutska zastąpiła Borysa Budkę na zwolnionym przez niego miejscu. Dołączyła do KP Koalicja Obywatelska.
  - Piotr Kowal zastąpił Joannę Scheuring-Wielgus na zwolnionym przez nią miejscu. Dołączył do KP Lewicy.
  - Michał Kowalski zastąpił Piotra Müllera na zwolnionym przez niego miejscu. Dołączył do KP Prawo i Sprawiedliwość.
  - Maria Koźlakiewicz zastąpiła Marcina Kierwińskiego na zwolnionym przez niego miejscu. Dołączyła do KP Koalicja Obywatelska.
  - Katarzyna Królak zastąpiła Jacka Protasa na zwolnionym przez niego miejscu. Dołączyła do KP Koalicja Obywatelska.
  - Jarosław Krajewski zastąpił Małgorzatę Gosiewską na zwolnionym przez nią miejscu. Dołączył do KP Prawo i Sprawiedliwość.
  - Bożena Lisowska zastąpiła Martę Wcisło na zwolnionym przez nią miejscu. Dołączyła do KP Koalicja Obywatelska.
  - Grzegorz Macko zastąpił Michała Dworczyka na zwolnionym przez niego miejscu. Dołączył do KP Prawo i Sprawiedliwość.
  - Jerzy Meysztowicz zastąpił Jagnę Marczułajtis-Walczak na zwolnionym przez nią miejscu. Dołączył do KP Koalicja Obywatelska.
  - Krzysztof Mieszkowski zastąpił Bogdana Zdrojewskiego na zwolnionym przez niego miejscu. Dołączył do KP Koalicja Obywatelska.
  - Monika Pawłowska wstąpiła do KP Prawo i Sprawiedliwość.
  - Anna Paluch zastąpiła Arkadiusza Mularczyka na zwolnionym przez niego miejscu. Dołączyła do KP Prawo i Sprawiedliwość.
  - Krzysztof Piątkowski zastąpił Dariusza Jońskiego na zwolnionym przez niego miejscu. Dołączył do KP Koalicja Obywatelska.
  - Michał Połuboczek zastąpił Grzegorza Brauna na zwolnionym przez niego miejscu. Dołączył do KP Konfederacja.
  - Mariusz Popielarz zastąpił Kamilę Gasiuk-Pihowicz na zwolnionym przez nią miejscu. Dołączył do KP Koalicja Obywatelska.
  - Magdalena Roguska zastąpiła Michała Szczerbę na zwolnionym przez niego miejscu. Dołączyła do KP Koalicja Obywatelska.
  - Marta Stożek zastąpiła Krzysztofa Śmiszka na zwolnionym przez niego miejscu. Dołączyła do KP Lewicy.
  - Krzysztof Szymański zastąpił Stanisława Tyszkę na zwolnionym przez niego miejscu. Dołączył do KP Konfederacja.
  - Włodzimierz Tomaszewski zastąpił Waldemara Budę na zwolnionym przez niego miejscu. Dołączył do KP Prawo i Sprawiedliwość.
  - Maciej Tomczykiewicz zastąpił Mirosławę Nykiel na zwolnionym przez nią miejscu. Dołączył do KP Koalicja Obywatelska.
- 28 czerwca 2024
  - Barbara Grygorcewicz zastąpiła Bartosza Arłukowicza na zwolnionym przez niego miejscu. Dołączyła do KP Koalicja Obywatelska.
  - Aleksandra Kot zastąpiła Bartłomieja Sienkiewicza na zwolnionym przez niego miejscu. Dołączyła do KP Koalicja Obywatelska.
  - Wioletta Kulpa zastąpiła Macieja Wąsika na zwolnionym przez niego miejscu. Dołączyła do KP Prawo i Sprawiedliwość.
- 23 lipca 2024
  - Rafał Romanowski zastąpił Jacka Ozdobę na zwolnionym przez niego miejscu. Dołączył do KP Prawo i Sprawiedliwość.
  - Henryk Smolarz zastąpił Krzysztofa Hetmana na zwolnionym przez niego miejscu. Dołączył do KP Polskie Stronnictwo Ludowe - Trzecia Droga.
  - Jan Krzysztof Ardanowski wystąpił z KP Prawo i Sprawiedliwość i został posłem niezrzeszonym.
- 24 lipca 2024
  - Jan Krzysztof Ardanowski przystąpił do KP Kukiz'15.
- 10 sierpnia 2024
  - Izabela Mrzygłocka zmarła, a jej mandat wygasł.
- 17 października 2024
  - KP Kukiz'15 zmieniło nazwę na KP Wolni Republikanie.
- 28 października 2024
  - Maciej Konieczny, Paulina Matysiak, Marta Stożek, Adrian Zandberg i Marcelina Zawisza opuścili KKP Lewicy i zostali posłami niezrzeszonymi.
- 6 listopada 2024
  - Powstało KP Razem. W jego skład weszli Maciej Konieczny, Paulina Matysiak, Marta Stożek, Adrian Zandberg i Marcelina Zawisza.
  - Robert Jagła zastąpił Izabelę Mrzygłocką na zwolnionym przez nią miejscu. Dołączył do KP Koalicja Obywatelska.
- 10 marca 2025
  - Roman Fritz i Włodzimierz Skalik wystąpili z KP Konfederacja i zostali posłami niezrzeszonymi.
- 4 czerwca 2025
  - Sławomir Zawiślak wystąpił z KP Prawo i Sprawiedliwość.
  - Powstało KP Konfederacja Korony Polskiej. W jego skład weszli Roman Fritz, Włodzimierz Skalik i Sławomir Zawiślak.
- 8 lipca 2025
  - Izabela Bodnar wystąpiła z KP Polska 2050 – Trzecia Droga i została posłanką niezrzeszoną.
- 5 sierpnia 2025
  - Tomasz Zimoch wystąpił z KP Polska 2050 - Trzecia Droga i został posłem niezrzeszonym.
- 7 sierpnia 2025
  - Adam Andruszkiewicz utracił mandat w związku z powołaniem na sekretarza stanu w Kancelarii Prezydenta RP.
  - Zbigniew Bogucki utracił mandat w związku z powołaniem na Szefa Kancelarii Prezydenta RP.
  - Marcin Przydacz utracił mandat w związku z powołaniem na sekretarza stanu w Kancelarii Prezydenta RP.
  - Paweł Szefernaker utracił mandat w związku z powołaniem na Szefa Gabinetu Prezydenta RP.

## Statystyki posłów wybranych 15 października 2023

### Płeć
- kobiety – 135 (29,35%)
- mężczyźni – 325 (70,65%)

### Wiek
- poniżej 30 lat – 3 (0,65%)
- od 30 do 39 lat – 77 (16,74%)
- od 40 do 49 lat – 144 (31,3%)
- od 50 do 59 lat – 111 (24,13%)
- od 60 do 69 lat – 111 (24,13%)
- 70 lat lub więcej – 14 (3,04%)
- średnia wieku posłanek i posłów – 51 lat
- najstarszy poseł – Tadeusz Samborski (ur. 8 sierpnia 1945)
- najmłodsi posłowie – Adam Gomoła (ur. 20 stycznia 1999), Aleksandra Kot (ur. 17 lutego 2000)[j]

### Staż poselski
posłanki i posłowie:
- ze stażem poselskim – 343 (74,57%), w tym:
  - 8 kadencji – 2 (0,43%)
  - 7 kadencji – 4 (0,87%)
  - 6 kadencji – 13 (2,61%)
  - 5 kadencji – 40 (8,7%)
  - 4 kadencje – 38 (8,26%)
  - 3 kadencje – 40 (8,7%)
  - 2 kadencje – 100 (21,96%)
  - 1 kadencja – 107 (23,04%)
- bez stażu poselskiego – 117 (25,43%)
- posłowie z najdłuższym stażem poselskim – Jarosław Kaczyński (8 kadencji: I oraz od III do IX) i Marek Sawicki (8 kadencji: od II do IX)
- poseł z najdłuższym nieprzerwanym stażem poselskim – Marek Sawicki (8 kadencji: od 14 października 1993)

### Rezultaty w wyborach
- poseł, który otrzymał największą liczbę głosów – Donald Tusk (538 634)[bm]
- posłanka, która otrzymała najmniejszą liczbę głosów – Barbara Okuła (3 482)[bn]
- poseł, który uzyskał najwyższy odsetek ważnych głosów – Donald Tusk (31,41%)[bm]
- poseł, który uzyskał najniższy odsetek ważnych głosów – Andrzej Domański (0,40%)[bm], Magdalena Roguska (0,36%)[h][bm]

Źródła: